# Kościół św. Stanisława Kostki w Katowicach
Kościół świętego Stanisława Kostki w Katowicach – rzymskokatolicki kościół parafialny parafii św. Stanisława Kostki znajdujący się w Katowicach, w dzielnicy Giszowiec, przy ul. Górniczego Stanu, konsekrowany 17 maja 1948 roku. Architektem świątyni był Jerzy Krug, natomiast obecny wystrój wnętrza projektowała Helena Szuster. Kościół jest budynkiem ceglanym, a do budynku kościoła przylega dzwonnica wyposażona w dwa dzwony. We wnętrzu świątyni, z boku i tyłu znajduje się chór, natomiast sufit kościoła jest kasetonowy.

## Historia

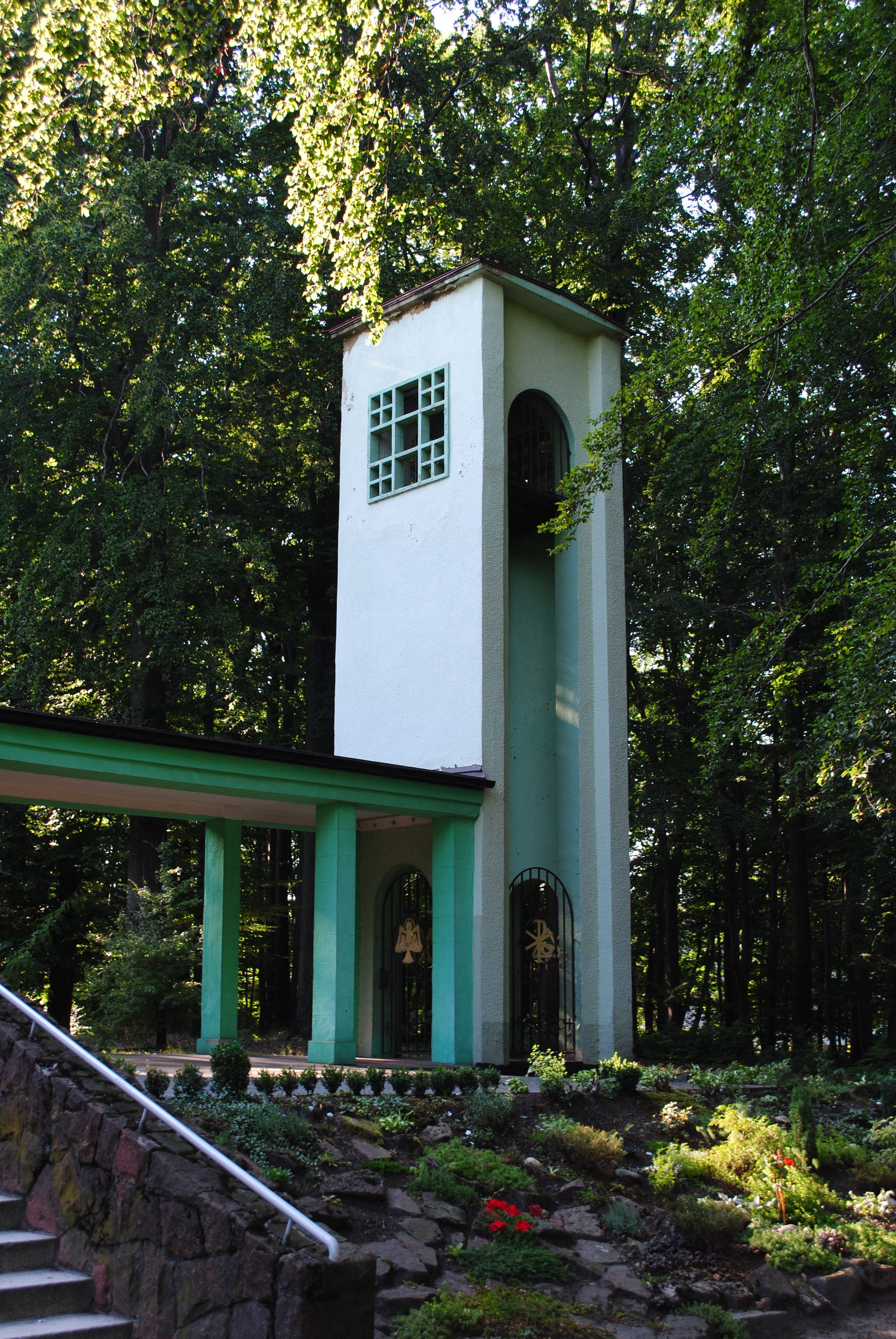
Przyległa do kościoła dzwonnica

O potrzebie budowy kościoła w Giszowcu i usamodzielnieniu się osiedla pod względem duszpasterskim rozpoczęto działanie już w sierpniu 1945 roku. Rozpoczęto wówczas starania z kopalnią Wieczorek (ówcześnie Janów) na temat budowy kościoła. Po zawarciu porozumienia, 6 czerwca 1946 roku podpisano umowę z Katowickim Zjednoczeniem Przemysłu Węglowego w Wełnowcu, przejmując niezagospodarowany teren o wymiarach 100×100 m, na którym miał stanąć rozbieralny kościół.
W dniu 12 maja 1946 roku powstał Komitet Budowy Kościoła pod przewodnictwem księdza Alfonsa Tomaszewskego, ówczesnego administratora parafii św. Anny w Janowie, do której przynależeli wówczas mieszkańcy Giszowca. W pierwszej kolejności Komitet musiał zgromadzić materiały potrzebne do budowy świątyni. Mimo iż przeciwnikiem budowy kościoła był ówczesny wójt gminy Janów – Franciszek Żymła, udało się uzyskać przychylność dyrektora Sznapki z KZPW, przydzielając betonowy barak z Brzezinki, który po rozebraniu miał posłużyć jako materiał budowlany dla nowego kościoła oraz władz kopalni Wieczorek, od której korzystnej cenie kupowano część niezbędnych materiałów budowlanych.
Architektem został inżynier Jerzy Krug z Giszowca, który zgodził się za opracowanie projektu kościoła w wymiarach przekazanego baraku, lecz jako że część płyt uległa zniszczeniu, podjęto decyzję by nowy kościół powstał z cegieł przy zachowaniu stylu barakowego. Dnia 4 października 1946 roku ksiądz Lucjan Pitlok (nowy administrator parafii św. Anny) w towarzystwie wikariusza Wiktora Mandrka, poświęcił miejsce rozpoczynających się prac budowlanych na terenie lasku bukowego. Mieszkańcy Giszowca włączyli się bardzo aktywnie w budowę nowego kościoła. Większość robót została wykonana społecznie, a wynagrodzenie otrzymywali wówczas tylko murarze. By uzyskać pieniądze na budowę świątyni, urządzano comiesięczne kwesty. W czerwcu 1947 roku kuria diecezjalna mianowała księdza Mandrka przewodniczącym budowy świątyni, zdejmując odpowiedzialność za nią księdza Pitloka. Natężenie prac było tak wielkie, że wymagało pełnego zaangażowania ze strony kapłana, tym bardziej że stale trzeba było zabiegać o wymagane materiały budowlane. W międzyczasie przeprojektowano dach i sufit. Projektantem sufitu kasetonowego był przypadkowo spotkany architekt niemiecki, który był więźniem przykopalnianego obozu pracy.
Na początku 1948 roku budynek kościoła był niemal gotowy i przystąpiono do budowy dzwonnicy, która stoi obok głównego budynku. W niej zawisł dzwon podarowany przez parafię św. Anny. Drugi dzwon został przekazany po poświęceniu świątyni i pochodził z szybu Wilson. Pozostałe wyposażenie do kościoła podarowano w różny sposób: tabernakulum wykonali robotnicy firmy Kalesse, monstrancję zakupiono ze składek parafian, a drobny sprzęt liturgiczny przekazali parafianie. Nowy wójt gminy Janów, Emanuel Zielosko, oddał do dyspozycji fisharmonię i żyrandol, które były własnością gminy.
W dniu 17 maja 1948 roku, w drugi dzień świąt Zesłania Ducha Świętego, ksiądz biskup Juliusz Bieniek poświęcił świątynię. Wówczas pierwszą mszę świętą odprawił ks. dziekan Jan Wodarz, natomiast homilię wygłosił ks. Józef Bańka. Dnia 1 stycznia 1949 roku utworzono samodzielną kurację, natomiast 28 maja 1957 roku erygowano parafię pod wezwaniem św. Stanisława Kostki. Proboszczem nowej parafii został mianowany budowniczy świątyni ksiądz Wiktor Mandrek.
W związku ze wzrostem liczby wiernych proboszcz parafii podjął decyzję o powiększeniu świątyni poprzez budowę w tylnej części nowego chóru w połączeniu z istniejącym bocznym. Budowę na rok wstrzymał Wydział Budownictwa i Architektury Miejskiej Rady Narodowej w Katowicach ze względu na niewystąpienie parafii o zgodę na przebudowę. Prace wznowiono w dniu 24 września 1973 roku.
W 1998 roku zakończono prace modernizacyjne świątyni, zmieniając jej wnętrze, które zostało zaprojektowane przez Helenę Szuster z Bielska-Białej. Prace te były związane z obchodami pięćdziesięciolecia kościoła.

## Architektura i wyposażenie
Ceglany i otynkowany budynek kościoła powstał w latach 1946–1948 według projektu Jerzego Kruga, a konsekrowany został 17 maja 1948 roku. Jest to niewielka świątynia (przewidziano ją wówczas na osiedle liczące 1,5 tys. mieszkańców) o rzucie prostokąta i o prostej architekturze, z krzyżem łacińskim nad frontonem i stojącą obok dzwonnicą. Z zewnątrz do świątyni zostały dobudowane podcienia, a nad nimi znajdują się okrągłe okna z witrażami.
We wnętrzu świątyni znajduje się empora ciągnąca się wzdłuż nawy, w której zamontowano organy piszczałkowe. Same zaś organy zamontowano w 2000 roku. Posiada on1472 piszczałki wykonane z drewna, cyny, cynku i miedzi. W kościelnej dzwonnicy znajdują się dwa dzwony: pierwszy parafia otrzymała ze wspólnoty parafialnej św. Anny w Janowie, a drugi został znaleziony w złomie na terenie kopalni Wieczorek – w przeszłości wołał górników szybu Wilson do pracy.
Znajduje się tu też chór, przebudowany na początku lat 70. XX wieku. Kasetonowy sufit kościoła oraz marmurowa posadzka powstała wraz z modernizacją kościoła w latach 80. XX wieku. Jednocześnie zamontowano nowe ławki i konfesjonały. Obecny wystój pochodzi z 1998 roku – powstał wówczas nowy ołtarz, ambona i chrzcielnica.